# Onésime Pelletier
Pour les articles homonymes, voir Pelletier (homonymie).
Onésime Pelletier, né le 5 avril 1833 à Lavaltrie et mort le 2 avril 1881 à Saint-Charles, est un médecin et homme politique québécois.